# Маняпов, Ильдар Ильдусович
 Маняпов Ильдар Ильдусович  (19 мая 1983, Прага) — премьер—солист балета, народный артист Республики Башкортостан (2014).

## Биография
Маняпов Ильдар Ильдусович родился в 1983 году в г. Праге (Чехословакия).
В 2001 году окончил Башкирское хореографическое училище (ныне — колледж) им. Р. Нуреева (класс народного артиста Башкортостана Ю. Ушанова).
С 2001 года работает в балетной труппе Башкирского государственного театра оперы и балета.
Ильдар Ильдусович — многократный участник Международного фестиваля балетного искусства имени Р. Нуреева в Уфе, где выступал с Н. Сологуб (Дрезденский театр), М. Думченко (Мариинский театр), К. Кретовой («Кремлёвский балет»), Ю. Миякэ («Тойота-Сити Балет») и др.
В 2006 году принимал участие в балете «Аркаим» Л. Исмагиловой, показанном на VII Международном Волковском фестивале в Ярославле, где спектакль стал Лауреатом премии Правительства России им. Ф. Волкова.
В 2008 году в составе делегации Республики Башкортостан выступил в гала-концерте мастеров искусств в штаб-квартире Юнеско во Франции.
В 2010 году участвовал в гала-концертах, посвящённых «Году России—Франции» (Париж и другие города Франции).
Премьер выступает в ведущих партиях спектаклей текущего репертуара, премьерных постановках, концертных программах и юбилейных вечерах.
Семья: жена — балерина Мавлюкасова, Гульсина Галимовна, дочь.

## Репертуар
Джеймс (Х. Левенсхольд «Сильфида»), Альберт, Герцог Курляндский (А. Адан «Жизель»), Базиль, Эспада (Л. Минкус «Дон Кихот»), Солор, Раджа (Л. Минкус «Баядерка»), Люсьен (Л. Минкус «Пахита»), Франц, Граф, Франт (И. Штраус «Голубой Дунай»), Юноша поэт («Шопениана»), Зигфрид, Друзья принца (П. Чайковский «Лебединое озеро»), Дезире (П. Чайковский «Спящая красавица»), Щелкунчик-принц, Французская кукла (П. Чайковский «Щелкунчик»), Жан де Бриен (А. Глазунов «Раймонда»), Вацлав (Б. Асафьев «Бахчисарайский фонтан»), Ромео, Парис (С. Прокофьев «Ромео и Джульетта»), Принц, Время, Учитель танцев, Русский танец, Кузнечик (С. Прокофьев «Золушка»), Тореро (Ж. Бизе — Р. Щедрин «Кармен-сюита»), Бахрам (К. Караев «Семь красавиц»), Юмагул (Л. Степанов, З. Исмагилов «Журавлиная песнь»), Самбулат (Л. Исмагилова «Аркаим»), Индеец Джо (П. Овсянников «Том Сойер»).

## Концертные номера
- «Классическое Па-де-де» (муз. Д. Обера)
- «Встреча» (муз. П. Даллио, хореография Д. Проценко)
- «Из моря» (муз. Э. Морриконе, хореография Р. Абушахманова)
- «Адам и Ева» (муз. А. Петрова, хореография Я. Лившица)
- «Октет» (муз. Э. У. Элгара, хореография Р. Абушахманова)

## Гастроли
В составе труппы театра выезжал на гастроли в Италию (2003, 2010), Египет (2003, 2005), Португалию (2005, 2007), Таиланд (2006, 2008), Бразилию (2007).

## Личный ангажемент
Греция (2008), Германия (2009), Испания (2010), Франция (2010).

## Награды и звания
- Заслуженный артист Республики Башкортостан (2008)
- Народный артист Республики Башкортостан (2014)